# Octyl cyanoacrylate
Trong các ứng dụng y tế và thú y, octyl cyanoacrylate, n-butyl cyanoacrylate và isobutyl cyanoacrylate thường được sử dụng. Chúng cung cấp sự làm kín vết thương nhanh chóng, có tính vi khuẩn, và việc sử dụng chúng thường không đau. Este Butyl cung cấp một liên kết mạnh mẽ hơn, nhưng keo lại cứng. Các este octyl, trong khi cung cấp sự liên kết yếu hơn nhưng linh hoạt hơn. Các hỗn hợp của octyl cyanoacrylate và n-butyl cyanoacrylate có sẵn có tính linh hoạt và liên kết chặt chẽ.
Nó polyme hóa nhanh chóng trong sự tham gia của độ ẩm. 
Đun ở nhiệt độ cao hơn sẽ gây ra sự phân huỷ và phân huỷ của keo đã xử lý, tạo ra các sản phẩm khí gây kích ứng mạnh cho phổi và mắt.